# Université Radboud de Nimègue
L'université Radboud de Nimègue (en néerlandais : Radboud Universiteit Nijmegen) est une université publique située à Nimègue, aux Pays-Bas.
L'université a été classée entre la 101e et 150e place mondiale au classement effectué par l'université Jiao-tong (Shanghai) en 2021, 2022 et 2023. Elle est classée 139e au classement du journal Times Higher Education en 2023.

## Histoire
L'université Radboud de Nimègue a été fondée en 1923 en tant qu'université catholique de Nimègue. Elle a démarré avec 27 professeurs et 189 étudiants. En 2007, il y a 450 professeurs et plus de 17 500 étudiants, et en 2022, le nombre d'étudiants dépasse 24 000.
Nimègue a eu un premier établissement d'études supérieures, une école illustre, de 1655 à 1679. Elle est touchée par l'épidémie de peste de 1665, puis par l'invasion française de 1672. À la suite d'un manque de fonds, elle a fermé ses portes en 1679.
En 1905, la fondation Saint-Radboud prend l'initiative d'ouvrir une université catholique en recueillant des fonds dans les églises. Plusieurs villes-candidates se proposent. Grâce à un des fondateurs de la branche néerlandaise d'Unilever qui offre le domaine Heyendael pour un florin, la fondation opte pour la ville de Nimègue. L'université ouvre en 1923 dans de vieilles maisons de maître, en ville, avec, entre autres, une faculté de théologie.

### Seconde Guerre mondiale
La jeune université a payé un lourd tribut à la guerre de 1940-1945. Elle perd des professeurs renommés tel que Titus Brandsma, prédicateur résistant qui meurt au camp de Dachau. Même après cela, le recteur Hermesdorf refuse en 1943 de présenter aux étudiants la Déclaration de loyauté exigée par l'occupant. Les bâtiments souffrent du bombardement du 22 février 1944 par l'aviation américaine.

### Années 1950-1980
Nimègue a très vite accueilli plusieurs professeurs de renommée internationale : L.J. Rogier, Anton van Duinkerken, Schillebeeckx.
Le nombre d'étudiants croît de 3 000 en 1960 à 15 000 en 1980. Le nombre de facultés monte à 8 et le domaine Heyendael devient un vrai campus à 3 km du centre-ville.
L'université participe à la vague de démocratisation des années 1960-1970 avec ses réunions tumultueuses et une occupation des locaux.

### Depuis 1980
Depuis 1980, l'université cherche à développer la recherche scientifique. Le nombre de facultés est porté à 9 et des recherches ont lieu dans 22 institutions, de nouveaux laboratoires scientifiques et médicaux sont construits. L'université possède un institut de recherches nanométriques et un des quatre aimants les plus forts au monde. Le centre médical universitaire Saint-Radboud (du nom d'un évêque d'Utrecht, patron des scientifiques) est agrandi. En 2004, pour exprimer le lien avec cet hôpital, l'université catholique de Nimègue (KUN) change de nom et devient Radboud Universiteit Nijmegen (RUN).

## Facultés
L'université Radboud de Nimègue possède 7 facultés:
- Faculté de droit
- Faculté de philosophie, théologie et études religieuses
- Faculté des arts
- Faculté des sciences médicales
- Faculté des sciences naturelles, des mathématiques et de l'informatique
- Faculté des sciences sociales

- Faculté des sciences de gestion (Nijmegen School of Management)

### Faculté de droit
La faculté de droit est située dans le bâtiment Grotius (Grotiusgebouw).
La faculté possède 2 centres de recherche et 14 départements :
- Droit administratif
- Droit constitutionnel
- Droit des affaires
- Droit fiscal
- Droit financier
- Droit international et européen
- Droit notarial
- Droit pénal et criminologie
- Droit privé
- Droit social
- Histoire juridique
- Jurisprudence
- Philosophie du droit
- Sociologie du droit et droit des migrations

### Faculté de philosophie, théologie et études religieuses
La faculté de philosophie, théologie et études religieuses se situe principalement dans le bâtiment Erasmus (Erasmusgebouw).
La faculté possède 6 centres de recherche et 8 départements :
- Études islamiques
- Études religieuses comparées
- Études religieuses empiriques et pratiques
- Études textuelles, historiques et systématiques du judaïsme et du christianisme
- Histoire de la philosophie
- Métaphysique et anthropologie philosophique
- Philosophie de l'esprit et du langage
- Philosophie politique et éthique

### Faculté des arts
La faculté des arts se situe principalement dans le bâtiment Erasmus (Erasmusgebouw).
La faculté possède 2 centres de recherche et 3 départements :
- Cultures et langues modernes
- Histoire, histoire de l'art et antiquité
- Langue et communication

### Faculté des sciences médicales
La faculté des sciences médicales est située au sein du centre médical de l'université Radboud de Nimègue (Radboudumc).
La faculté possède un centre de recherche (Institut de recherche pour l'innovation médicale) et 43 départements.

### Faculté des sciences naturelles, des mathématiques et de l'informatique
La faculté des sciences naturelles, des mathématiques et de l'informatique se situe principalement dans le bâtiment Huygens (Huygensgebouw).
La faculté possède 6 instituts de recherche et 4 instituts d'enseignements:
- Informatique et sciences de l'information
- Mathématiques, physique et astronomie
- Sciences de la vie
- Sciences moléculaires

### Faculté des sciences sociales
La faculté des sciences sociales se situe principalement dans le bâtiment Maria Montessori (Maria Montessorigebouw).
La faculté possède 3 centres de recherche et 7 départements :
- Anthropologie culturelle et études du développement
- Centre Radboud pour les sciences sociales (RadboudCSW)
- Intelligence artificielle
- Psychologie
- Sciences de la communication
- Sciences de l'éducation et de la pédagogie
- Sociologie

### Faculté des sciences de gestion (Nijmegen School of Management)
La faculté des sciences de gestion se situe dans le bâtiment Elinor Ostrom (Elinor Ostromgebouw).
La faculté possède 1 centre de recherche et 5 départements :
- Administration des affaires
- Administration publique
- Économie
- Géographie, aménagement du territoire et environnement
- Science politique

## Personnalités liées à l'université

### Étudiants
- Dries van Agt, ancien Premier ministre des Pays-Bas ;
- Louis Beel, ancien Premier ministre des Pays-Bas ;
- Jos De Beus, économiste et personnalité travailliste
- Jo Cals, ancien Premier ministre des Pays-Bas ;
- Thom de Graaf, ancien ministre, bourgmestre de Nimègue ;
- Toine Heijmans, journaliste et écrivain ;
- Agnes Kant, femme politique socialiste ;
- Victor Marijnen, ancien Premier ministre des Pays-Bas ;
- Hans van Mierlo, ancien ministre et sénateur ;
- Adrianus Johannes Simonis, cardinal archévêque d'Utrecht ;
- Frans Timmermans, ancien ministre des Affaires étrangères, depuis 2014 vice-président de la Commission européenne ;
- Frans van der Hoff, cofondateur de la Fondation Max Havelaar ;
- Rita Verdonk, ancienne ministre de l'Immigration et de l'Intégration et membre du parlement pour le VVD ;
- Gerd Leers, bourgmestre de Maastricht.
- Harry Aarts, homme politique
- Jan Lambrecht, ancien prêtre catholique belge de la Compagnie de Jésus et professeur émérite du Nouveau Testament et Grec biblique à la faculté de théologie de l'université catholique de Louvain

## Galerie

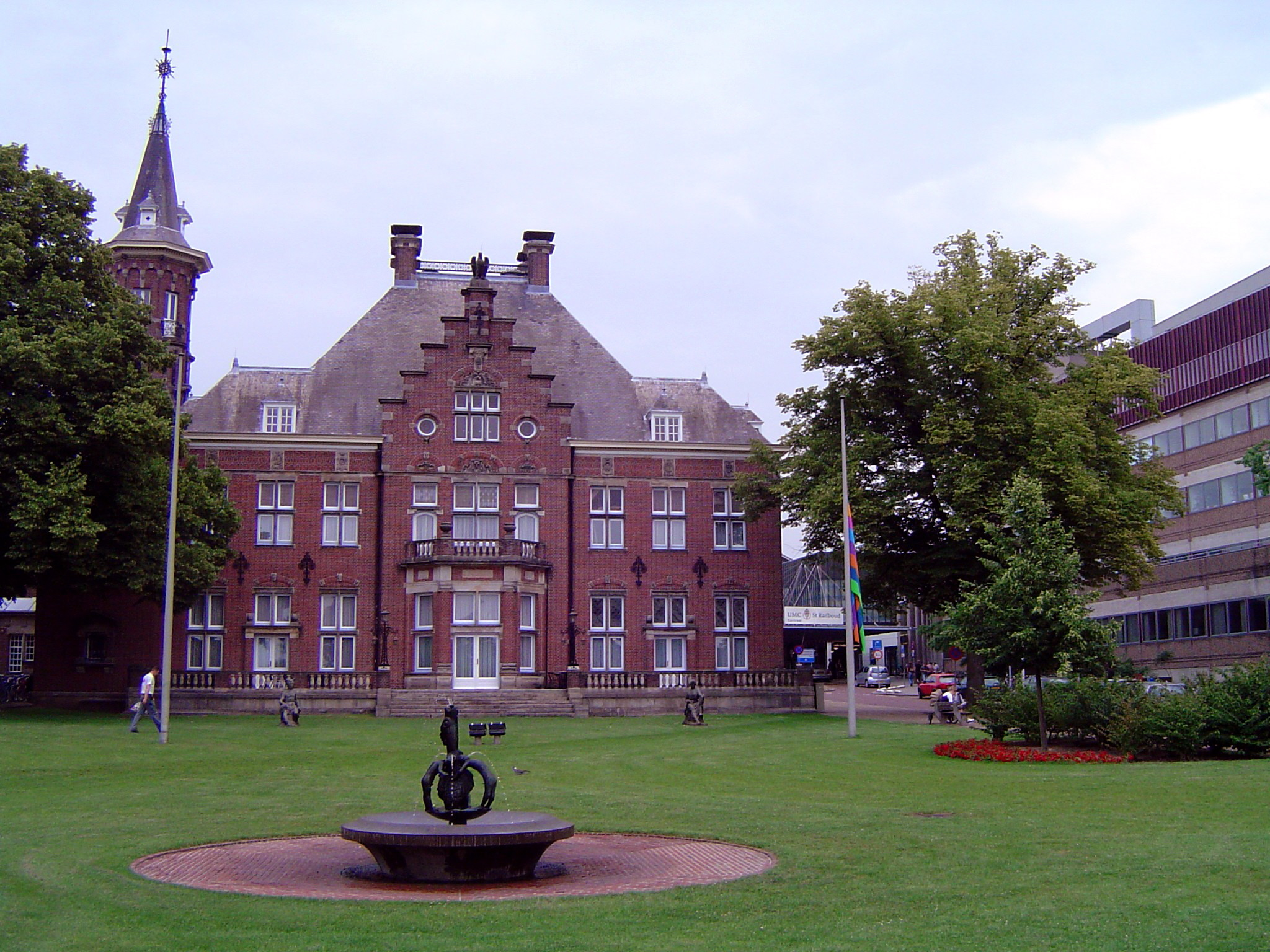
Château Heyendael, côtoyant un bâtiment de l'hôpital universitaire.
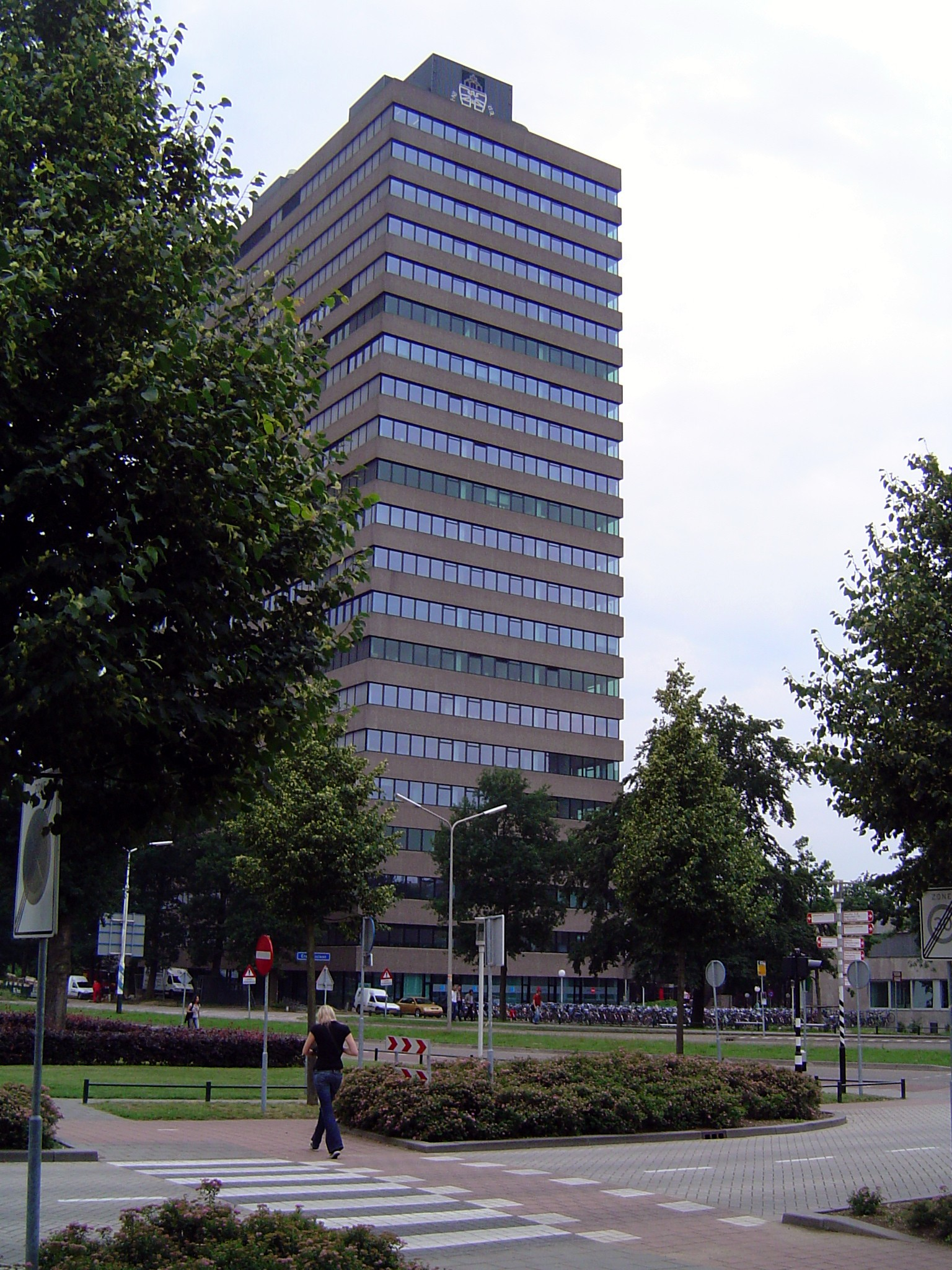
Bâtiment Erasmus, sciences humaines.
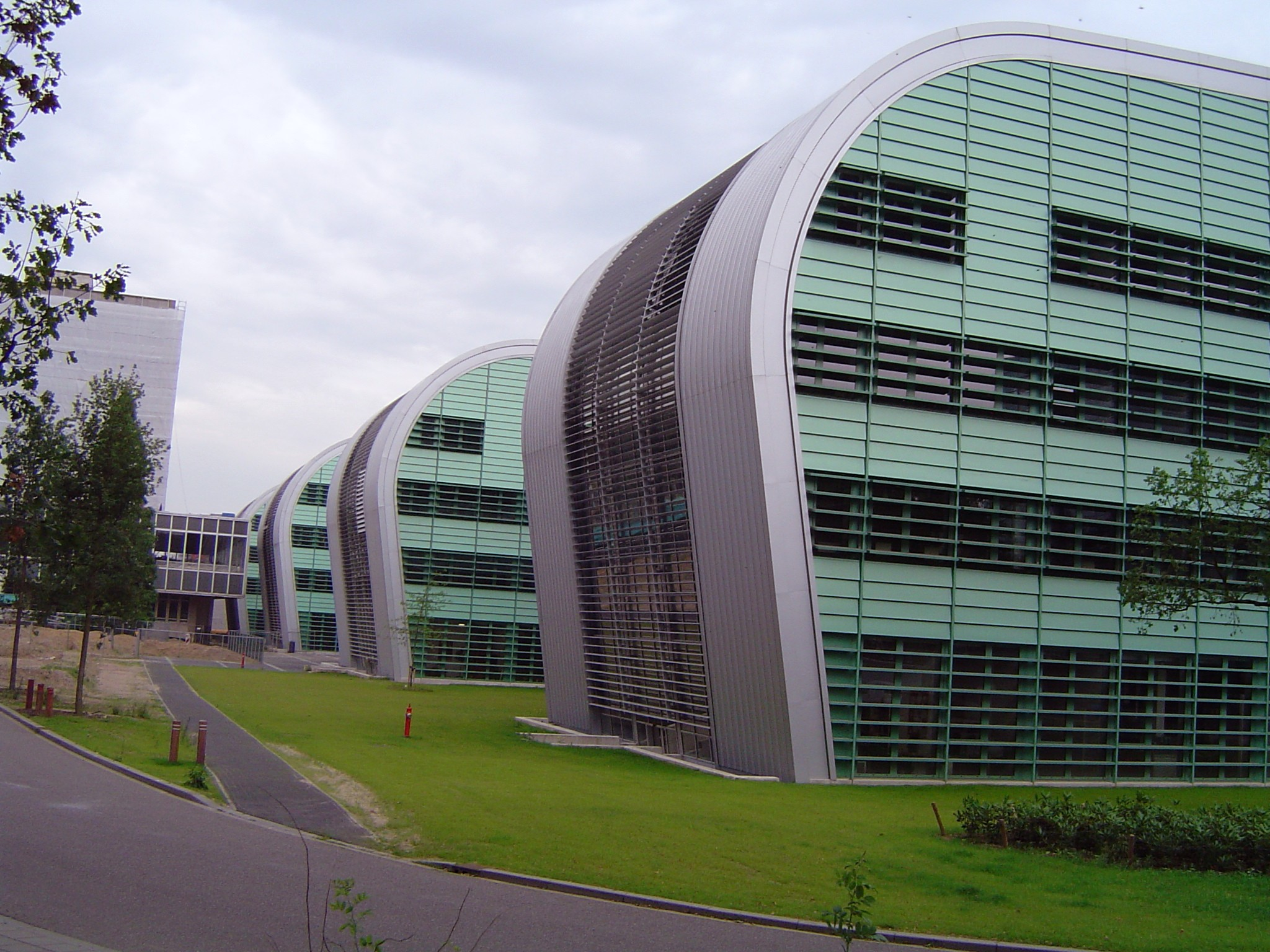
Bâtiment Huygens, sciences naturelles.
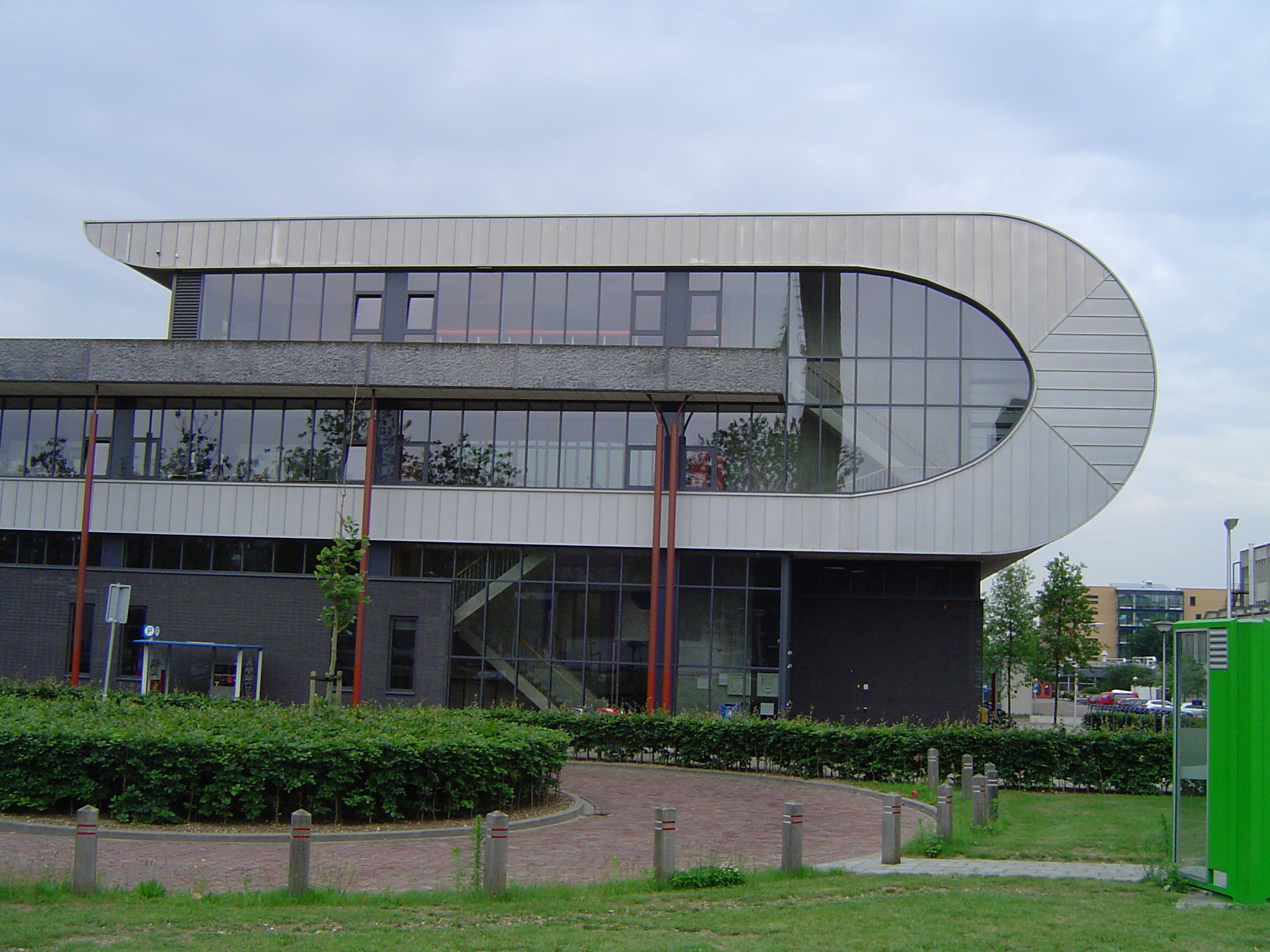
Bâtiment du « Grand aimant ».
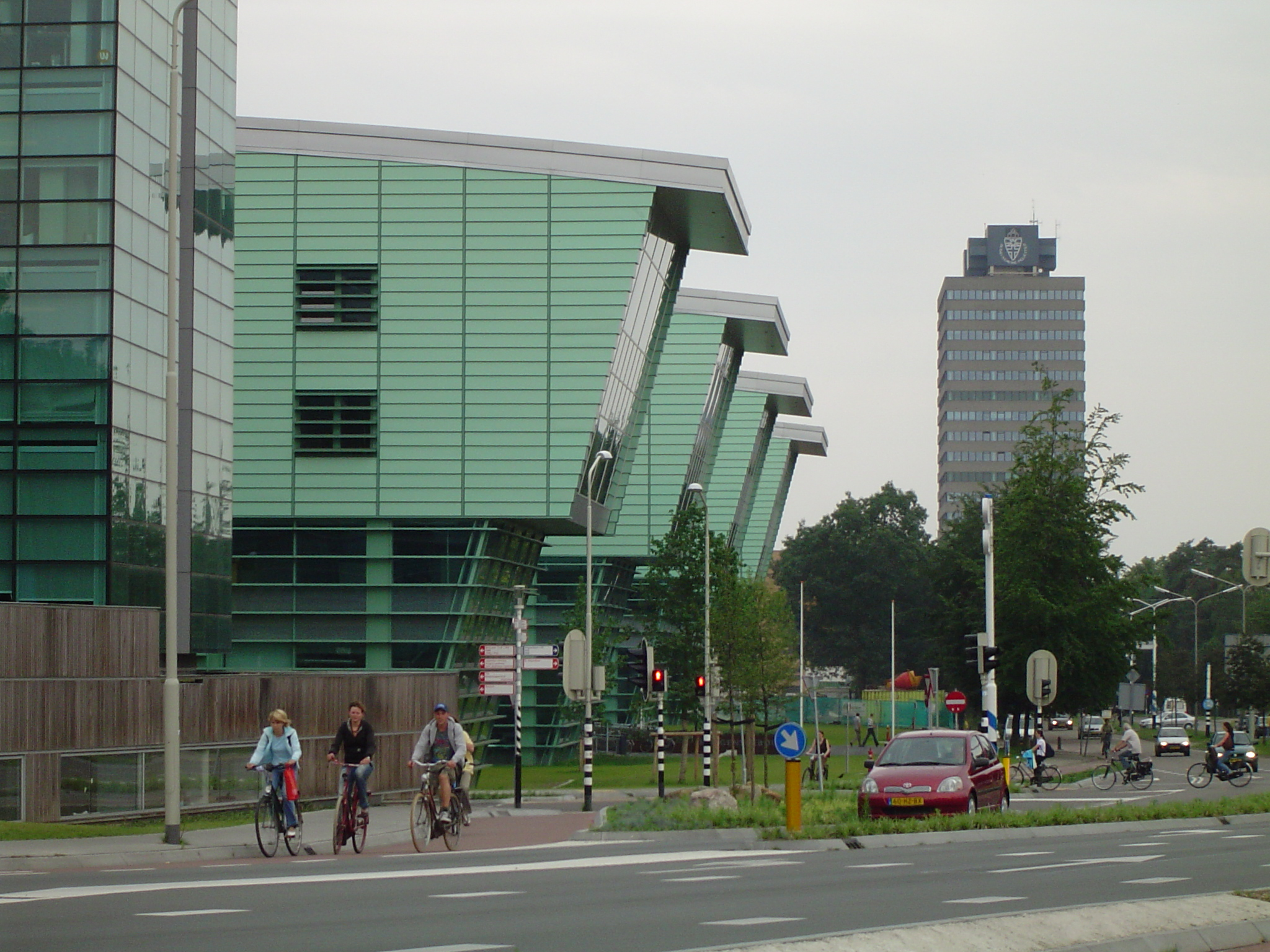
Heyendaalseweg avec les 4 ailes du bâtiment Huygens (à gauche) et le bâtiment Erasmus (à droite).
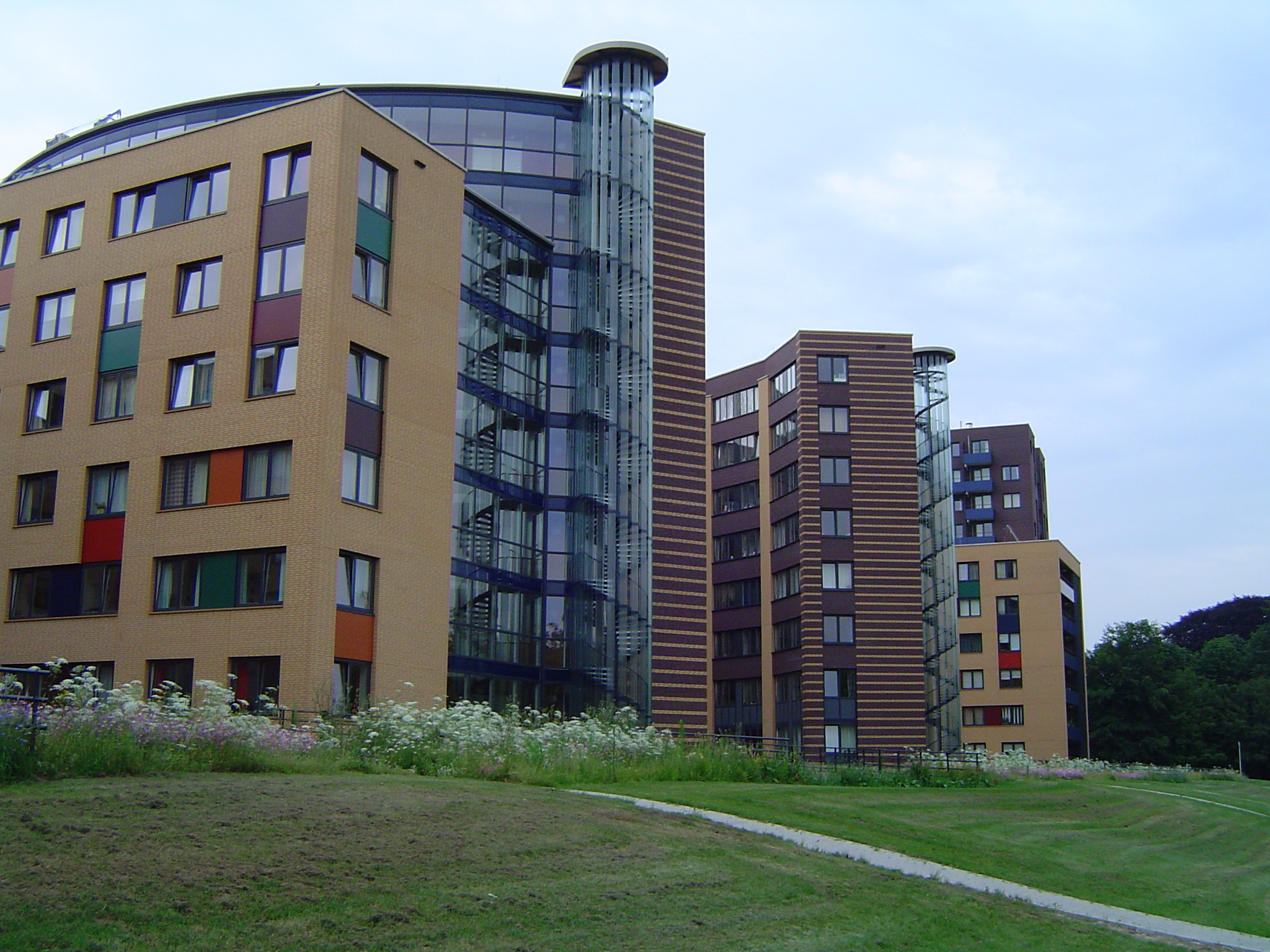
Logements étudiants.